# Sunbeam Arab
Sunbeam Arab byl letecký motor vyvinutý roku 1916 firmou Sunbeam Motor Car Co. Ltd. sídlící ve Wolverhamptonu. Vyráběl se v letech 1917 a 1918. Motor byl objednán a zaveden do výroby ještě před dokončením vývoje, aniž byly v dostatečném rozsahu provedeny potřebné provozní zkoušky, výsledkem potom bylo, že motor v provozu trpěl značnými vibracemi a navíc nebyl příliš spolehlivý. Většina strojů Bristol F.2B Fighter, které v licenci stavěla National Aircraft Factory No. 3 a které měly pohánět motory Sunbeam Arab I, nakonec ve většině dostávaly spolehlivější (a také výrazně výkonnější) motory Rolls-Royce Falcon III.
Motor se od roku 1917 vyráběl v reduktorové verzi Arab I (poháněl mj. letouny Avro 530, Bristol 21 Scout F, Bristol 15 F.2B Fighter, Mann Egerton B, S.E.5 a S.E.5a, či Sopwith T.1 Cuckoo, v roce 1918 byla zahájena výroba verze Arab II s přímým náhonem vrtule (ten poháněl stroje Bristol 21 Scout F, Grain Griffin a S.E.5a). Motorů Arab I bylo vyrobeno 590, verze Arab II potom 605 kusů.

## Technická data

### Arab I, 200hp
- Typ: čtyřdobý zážehový vodou chlazený vidlicový osmiválec, bloky válců svírají úhel 90°, vybavený reduktorem
- Vrtání válce: 120 mm
- Zdvih pístu: 130 mm
- Celková plocha pístů: 904,78 cm²
- Zdvihový objem motoru: 11 762 cm³
- Kompresní poměr: 5,30
- Rozvod: tříventilový (válec má dva sací a jeden výfukový ventil)
- Převod reduktoru: 1,667
- Mazání: tlakové
- Zapalování: dvěma magnety A.V.8 nebo Dixie
- Příprava palivové směsi: karburátor Claudel-Hobson H.C.7
- Hmotnost suchého motoru (tj. bez provozních náplní): 249,5 kg
- Výkony:
  - vzletový: 212 hp (158 kW) při 2000 ot/min
  - maximální: 220 hp (164 kW) při 2100 ot/min

### Arab II, 200hp
- Typ: čtyřdobý zážehový vodou chlazený vidlicový osmiválec, bloky válců svírají úhel 90°, s přímým náhonem vrtule
- Hmotnost suchého motoru: 234,5 kg
- Výkony:
  - vzletový: 200 hp (149 kW) při 2000 ot/min